# Marienkirche Heinersdorf (Wurzbach)

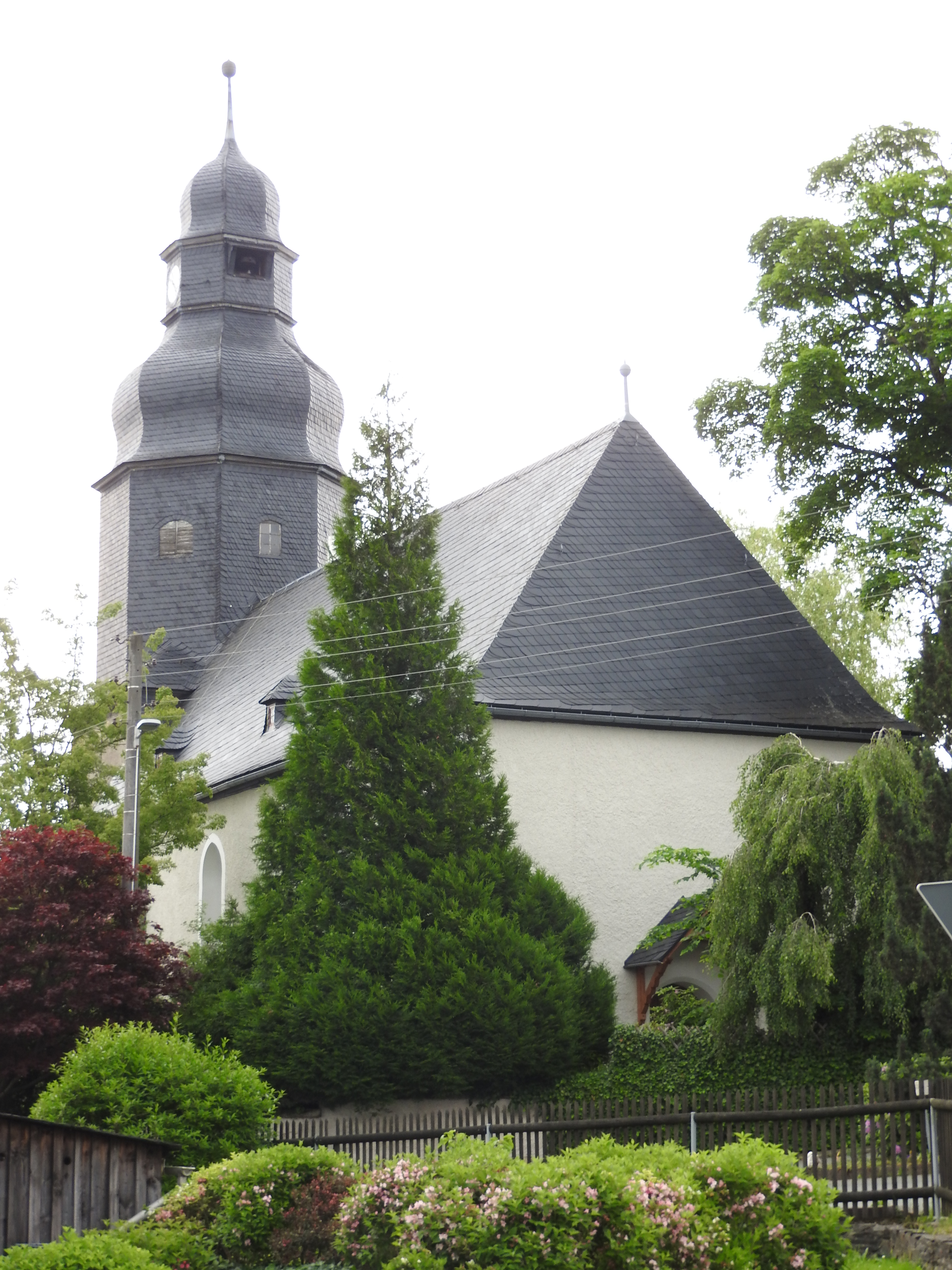
St. Marien Heinersdorf

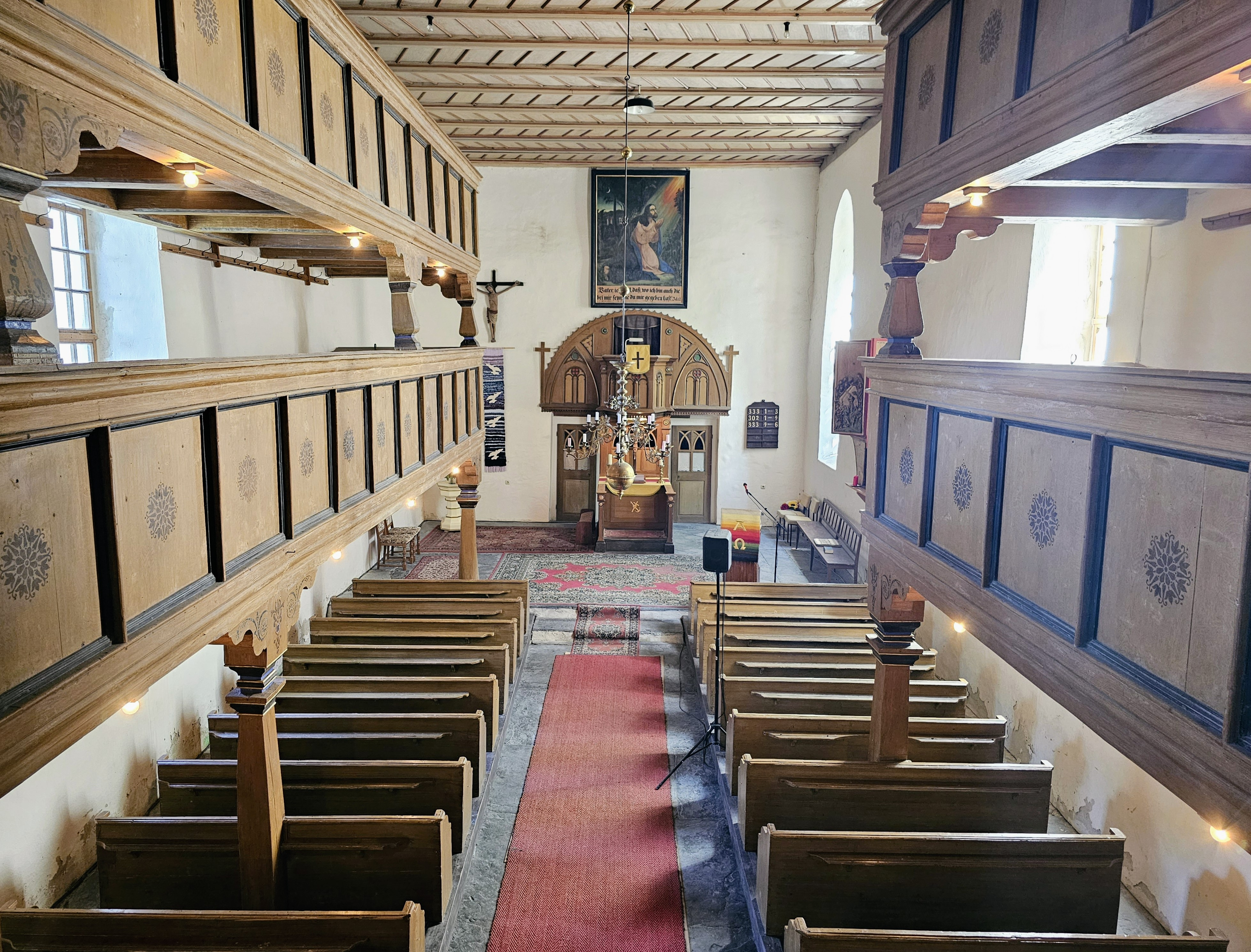
Innenraum (2023)

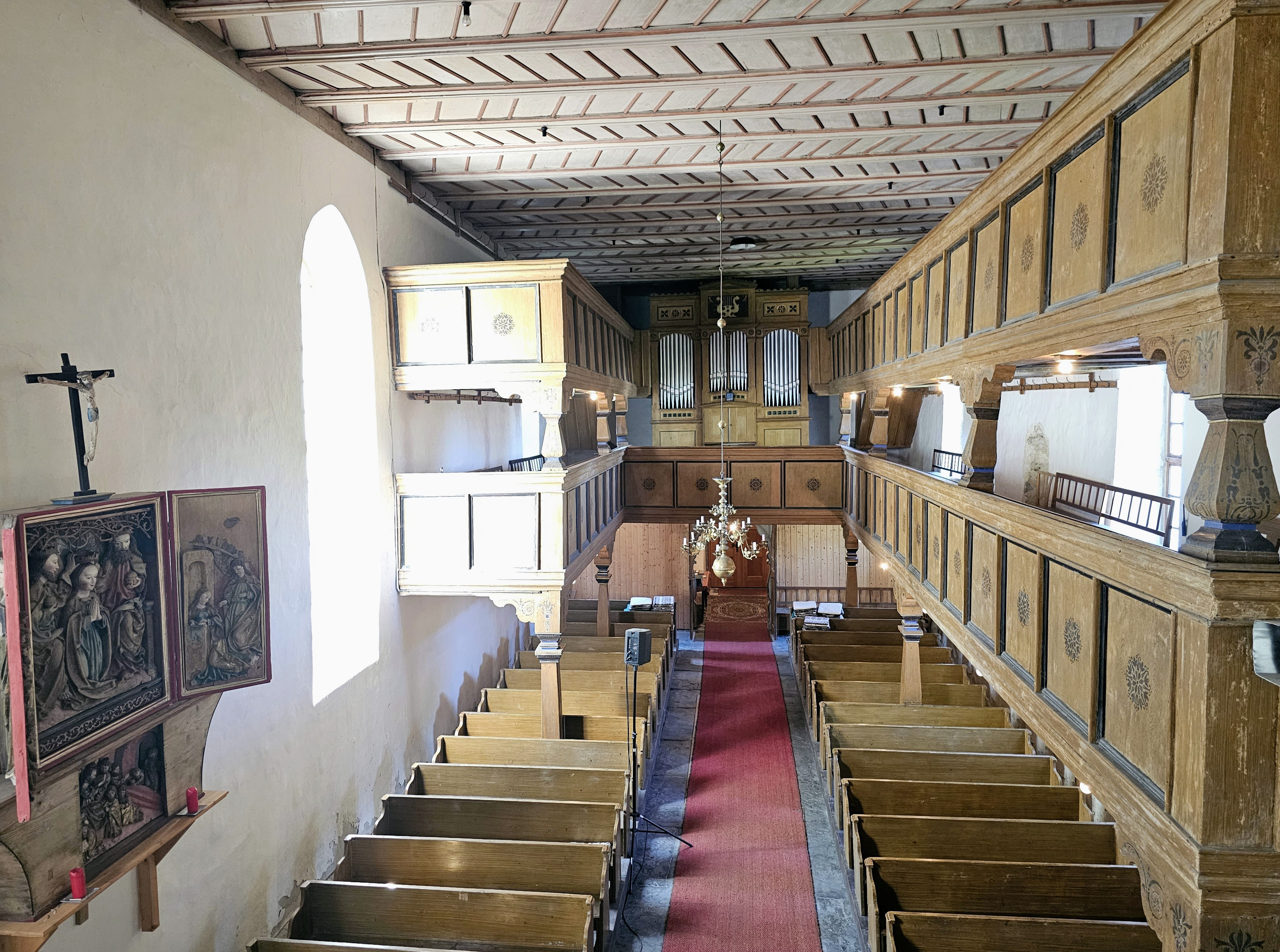
Blick zur Orgel

Die evangelisch-lutherische Marienkirche steht in Heinersdorf, einem Ortsteil der Stadt Wurzbach im Saale-Orla-Kreis in Thüringen. Die Kirchengemeinde Heinersdorf gehört zum Pfarrbereich Wurzbach im Kirchenkreis Schleiz der Evangelischen Kirche in Mitteldeutschland.

## Beschreibung
Eine romanische Kapelle am Ort wurde erstmals 1411 erwähnt, die damals noch zu Lobenstein gehörte. Von dem spätromanischen Bau stammen die Apsis im Osten mit ihren kleinen Fenstern und der rechteckige Chor unter dem Chorturm. Auch der alte Triumphbogen ist noch erhalten. Nach Ablässen von 1452 bis 1464 begann eine rege Bautätigkeit. Das Langhaus entstand in der heutigen Größe. In dieser Zeit bekam es neue Fenster.
Die heutige Saalkirche hat ein rechteckiges Kirchenschiff, das mit einem abgewalmten Satteldach bedeckt ist. Die Flachdecke des Innenraums sowie die Vergrößerungen der Fenster und der Aufbau des Kirchturms sind von 1683. Der Chorturm bekam einen schiefergedeckten Aufsatz, auf dem eine zweistufige Haube sitzt. Im Norden wurde später ein Leichenhaus angebaut. Der schlichte Innenraum ist vom Chorquadrat jetzt mittels des neugotischen Kanzelaltars abgetrennt. Die Emporen sind zweigeschossig. In der Apsis steht ein Flügelaltar mit geschnitzten, farbig gefassten Reliefs vom Anfang des 16. Jahrhunderts. In der Predella ist der Tod Mariens, in dem Altarretabel die Krönung Marias, im rechten Flügel die Verkündigung und im linken das Begräbnis Marias dargestellt.
Die Orgel wurde 1860 von den Gebr. Peternell anstelle einer Vorgängerin von 1705 gebaut. Sie hat 8 Register, verteilt auf zwei Manuale und Pedal.
1829/30 wurde die Kirche baulich überholt und mit einem weißen Innenanstrich versehen.